# Ne quid nimis
Ne quid nimis es una locución latina que puede traducirse como "nada en exceso" o "nada excesivo", aconsejando moderación, mantenerse en el justo medio.
Es una norma conductual que encontramos sugerida en las Odas de Horacio y en la comedia Andria (v. 61) de Terencio,  que es una traducción de la inscripción en griego Μηδὲν άγαν (‘nada en exceso’) en el frontón del templo de Apolo en Delfos.